# Harmonična funkcija
Harmonična funkcija {\displaystyle f} je funkcija, za katero velja, Laplaceova diferencialna enačba {\displaystyle \Delta f=0}. S pomočjo operatorja nabla Laplaceovo diferencialno enačbo zapišemo kot {\displaystyle \Delta f=\nabla \nabla f=0}.
Kompleksni prostor:
Če kompleksno spremenljivko z zapišemo v obliki {\displaystyle z=x+i*y}, lahko funkcijo kompleksne spremenljivke {\displaystyle f(z)} zapišemo s pomočjo realnega in imaginarnega dela: {\displaystyle f=u(x,y)+i*v(x,y)}, pri čemer sta {\displaystyle u} in {\displaystyle v} realni funkciji dveh spremenljivk. Če je funkcija {\displaystyle f} analitična (odvedljiva v {\displaystyle z_{0}} in neki okolici {\displaystyle \delta }), zanjo veljata Cauchy-Riemannovi diferencialni enačbi {\displaystyle {\frac {\partial u}{\partial x}}={\frac {\partial v}{\partial y}}} in {\displaystyle {\frac {\partial u}{\partial y}}=-{\frac {\partial v}{\partial x}}}. 
Če parcialno odvajamo prvo enakost po {\displaystyle x}, drugo pa po {\displaystyle y} in seštejemo, dobimo:
{\displaystyle \Delta u={\frac {\partial ^{2}u}{\partial x^{2}}}+{\frac {\partial ^{2}u}{\partial y^{2}}}=0}
Če parcialno odvajamo prvo enačbo po y, drugo pa po x in odštejemo, dobimo:
{\displaystyle \Delta v={\frac {\partial ^{2}v}{\partial x^{2}}}+{\frac {\partial ^{2}v}{\partial y^{2}}}=0}
To pomeni, da za analitično funkcijo kompleksne spremenljivke velja, da sta njen realni in imaginarni del harmonični funkciji. Imenujemo ju konjugiran par harmoničnih funkcij.